# Ctimene albilunata
Ctimene albilunata là một loài bướm đêm trong họ Geometridae.